# アンダーカバー・じーさん
『アンダーカバー・じーさん』（原題：Undercover Grandpa）は、2017年に公開されたカナダのアクションコメディ映画で、監督はエリック・カニュエル、出演はジェームズ・カーン、ジェシカ・ウォルター、ルイス・ゴセット・ジュニア、ディラン・エヴェレット、ポール・ソルヴィノ、ケネス・ウェルシュ。

## あらすじ
ジェイクとウェンダルは、ジェイクにアンジーとのデートをさせようとしている高校時代の友人同士。彼女は今度のパーティーのためのデートに同意するが、ジェイクの両親はジェイクがおじいちゃんとの夕食のために家にいるようにと強く言う。ジェイクは憧れの女性との初デートを逃してしまうし、ましてやクレイジーなおじいちゃんの怪しげな戦争話をまた聞かなければならない。おじいちゃんは被害妄想が強く、どこにいても敵がいると思っている。
アンジーはロシアのコメンチョ将軍に誘拐されてしまう。おじいちゃんは元諜報部員だが、政府関係者の助けを得られない。孫の信頼を得たルーおじいちゃんは、自分たちの手でアンジーを救出することを決意する。おじいちゃんは、ウルフ、ハリー、マザー、ジョバニの昔のグループ、通称 "悪魔のクズ "をまとめる。ジェイクは友人のウェンダルにコンピューターや携帯電話の知識を提供してもらう。若者と年配者の間には、コミカルな状況やおかしなセリフがたくさん繰り広げられる。
おじいちゃんの部隊がロシア人を倒し、アンジーは解放される。政府のエージェントであるマディ・ハーコートが現場にやってくると、おじいちゃんは胸をつかんで病院に運ばれていく姿が映る。次のシーンでは、ルーおじいちゃんの墓場での葬儀が行われる。孫のジェイクが泣いている一方で、家族や友人は敬意を表していた。旧友たちがルーのドッグタグをジェイクにプレゼントする。
1か月後、ジェイクの家の前に一台の車が停まった。その車から降りてきた人物は、何と死んだはずのおじいちゃんだった。ジェイクに、自分の死は最初の退職時のときの老人の気違いじみた行為のように、偽装に過ぎないと告げる。おじいちゃんとマディは、メキシコでの生活のために車を走らせる。

## キャスト
※括弧内は日本語吹替
- おじいちゃん＝ルー・クロフォード少佐 - ジェームズ・カーン（銀河万丈）
- ジェイク・ブシャール - ディラン・エヴェレット（布施川一寛）
- アンジー・ワグナー - グレタ・オニオゴ（矢尾幸子）
- ウェンダル - ジェシー・ボスティック（新祐樹）
- マディ・ハーコート - ジェシカ・ウォルター（一龍斎春水）
- コメンコ将軍 - ポール・ブラウンシュタイン（江藤博樹）
- マザー - ルイス・ゴセット・ジュニア（斎藤志郎）
- ハリー・ネーダーランダー - ケネス・ウェルシュ（宮崎敦吉）
- ジョバンニ - ポール・ソルヴィノ（富田耕生）
- ウルフ - ローレンス・デイン（小島敏彦）
- ブシャール夫人 - ジェニファー・ロバートソン（西川侑津佳）
- ブシャール氏 - ジョナサン・ヒギンズ（堀総士郎）
- ロッキー - ロブ・アーチャー（藤井隼）
  - その他吹替 - 藤翔平

## 評価
Common Sense MediaのSandie Angulo-Chen氏は、この映画に5つ星のうち3つ星の評価を与えた 。ハリウッド・リポーターのフランク・シェックは、「スリルも面白さもない」、「面白くない」と酷評している。Film Journal Internationalのエドワード・ダグラス氏は、この映画に否定的なレビューを与え、「『アンダーカバー・じーさん』を”コメディ”と呼ぶのは難しい、なぜなら特に面白いところがないから」と書いている 。
本作は2017年11月1日にNetflixのストリーミングで公開された。